# Diathrausta plumbealis
Diathrausta plumbealis is een vlinder uit de familie van de grasmotten (Crambidae), uit de onderfamilie van de Spilomelinae. De wetenschappelijke naam van deze soort is voor het eerst voorgesteld als Syntomodora plumbealis door William Warren in een publicatie uit 1896.
De soort komt voor in India (Meghalaya).